# 根本明宏
根本 明宏（ねもと あきひろ、1975年7月19日 - ）は、日本の男性声優。北海道札幌市出身。宝井プロジェクト所属。ネクシード声預かり。

## 人物
以前はアドヴァンスプロモーション、ぷろだくしょん★A組、東京俳優生活協同組合、マリエ・エンタープライズに所属していた。特技はスノーボードとスキー。

## 出演

### テレビアニメ
2013年
- キルラキル（凡田校長）
- きんいろモザイク（屋台のおじさん）
- ストライク・ザ・ブラッド
- とある科学の超電磁砲S（研究員）
- ゆゆ式（縁の親戚）

2014年
- 魔弾の王と戦姫（ドレカヴァク、貴族）
- 魔法科高校の劣等生（ブランシュ構成員）

2015年
- 銀魂°（同心、攘夷志士C）
- Classroom☆Crisis（ユウジ部下A）
- GATE 自衛隊 彼の地にて、斯く戦えり（ゴダセン、リュドー、整備小隊長、老兵士）
- 長門有希ちゃんの消失（テレビ中継（実況））

2016年
- ドリフターズ（オルテ兵隊長、貴族）
- ファンタシースターオンライン2 ジ アニメーション（古文の先生）

### 吹き替え

#### 映画
- 受取人不明（ドンウ[5]）
- オデッセイ（リポーター男3）
- バッド・マイロ!
- ピエロがお前を嘲笑う（シュテファン〈ヴォータン・ヴィルケ・メーリング〉）
- トリプルヘッド・ジョーズ（スタンリー〈ロブ・ヴァン・ダム〉）
- グエムル-漢江の怪物-
- アメイジング・スパイダーマン
- ワールド・トレード・センター
- DOPE/ドープ!!（バグ〈ラキース・スタンフィールド〉）

#### ドラマ
- 私も、花
- シークレットガーデン
- 個人の趣向
- ザ・イベント
- ガーフィルド・ショー
- NYPDブルー
- ドクター・フー
- プリズンブレイク
- アメリカお宝鑑定団ポーンスターズ
- スワンプ・ピープル
- ザ・ケープ
- 鉄の王 キム・スロ
- 善徳女王
- ゴーストⅢ
- スターゲイト SG-1
- チャームド

### テレビ
- やとわれ女将 菊千代の事件簿2（水田[5]）
- ミステリー作家 桜田桃子の冒険3
- インハンド（村役場のスタッフ[4]）
- 相棒 season18 （先輩警官[4]）

### 舞台
- TWO（トオル）
- 阿呆浪士（元禄堂長太郎）
- 地蔵教由来（嘉平）
- 人魂黄表紙（乙吉）
- 波止場の風（雀）
- 能祗（泥棒）